# Оджелей, Шеми
Жесусемилоре Талодабиэсу «Шеми» Оджелей (англ. Jesusemilore Talodabijesu "Semi" Ojeleye; род. 5 декабря 1994, Оверленд-Парк, Канзас) — американский профессиональный баскетболист, играющий на позициях тяжёлого и лёгкого форварда в испанском клубе «Валенсия». Был выбран на драфте НБА 2017 года под 37-м номером командой «Бостон Селтикс».

## Профессиональная карьера
После сезона 2016/2017 в Южном методистстком университете Оджелей внёс свою кандидатуру на драфт НБА 2017 года, но не нанял агента, оставив себе возможность возвращения в университет. Оджелей был приглашён на драфт комбайн, одним из 67 участников. После нескольких многообещающих выступлений он объявил, что примет участие в драфте, тем самым завершив свою карьеру в колледже. Оджелей был выбран «Бостон Селтикс» во втором раунде под 37-м номером.
Оджелей дебютировал в НБА 17 октября 2017 года в проигранном матче против «Кливленд Кавальерс». По ходу своего дебютного сезона Оджелей набирал всего 2,7 очков за игру, однако отмечался хорошей игрой в защите. Впервые в старте Оджелей вышел 5 игре плей-офф в серии против «Милуоки Бакс» и смог удержать лидера «Бакс» Янниса Адетокунбо, позволив тому набрать только 16 очков.
6 августа 2021 года Оджелей подписал с «Милуоки Бакс» годовой контракт.
10 февраля 2022 года был обменян в «Лос-Анджелес Клипперс» в рамках сделки четырёх команд. 26 марта он был отчислен.
28 июля 2022 года Оджелей подписал двухлетний контракт с итальянским клубом «Виртус». 29 сентября 2022 года, выбив в полуфинале «Олимпию Милано», «Виртус» выиграл свой третий Суперкубок, обыграв со счетом 72-69 «Банко ди Сардегна Сассари» и добившись повторного успеха после трофея 2021 года. Оджелей был признан MVP.
Однако, несмотря на хорошие показатели, «Виртус» завершил сезон Евролиги на 14-м месте, не попав в плей-офф. Кроме того, команда потерпела поражение в финале Кубка Италии по баскетболу от «Брешии». В июне, после поражения со счетом 3-0 от «Бриндизи» и «Тортоны», «Виртус» проиграл в серии со счетом 3-4  «Олимпии» в национальном финале, после серии, которая была признана одной из лучших в последние годы итальянского баскетбола.
1 июля 2023 года контракт Оджлея с «Виртусом» был выкуплен испанским клубом «Валенсия» за сумму в 300 000 долларов. 8 мая 2024 года клуб объявил о подписании нового контракта с игроком до конца сезона-2025/26.

## Статистика

### Статистика в НБА
| Сезон                                                                                    | Команда | Регулярный сезон | Регулярный сезон | Регулярный сезон | Регулярный сезон | Регулярный сезон | Регулярный сезон | Регулярный сезон | Регулярный сезон | Регулярный сезон | Регулярный сезон | Регулярный сезон | Серия плей-офф | Серия плей-офф | Серия плей-офф | Серия плей-офф | Серия плей-офф | Серия плей-офф | Серия плей-офф | Серия плей-офф | Серия плей-офф | Серия плей-офф | Серия плей-офф |
| Сезон                                                                                    | Команда | GP               | GS               | MPG              | FG%              | 3P%              | FT%              | RPG              | APG              | SPG              | BPG              | PPG              | GP             | GS             | MPG            | FG%            | 3P%            | FT%            | RPG            | APG            | SPG            | BPG            | PPG            |
| ---------------------------------------------------------------------------------------- | ------- | ---------------- | ---------------- | ---------------- | ---------------- | ---------------- | ---------------- | ---------------- | ---------------- | ---------------- | ---------------- | ---------------- | -------------- | -------------- | -------------- | -------------- | -------------- | -------------- | -------------- | -------------- | -------------- | -------------- | -------------- |
| 2017/18                                                                                  | Бостон  | 73               | 0                | 15,8             | 34,6             | 32,0             | 61,0             | 2,2              | 0,3              | 0,3              | 0,1              | 2,7              | 17             | 3              | 13,5           | 30,3           | 27,3           | 85,7           | 1,6            | 0,1            | 0,2            | 0,0            | 1,9            |
| 2018/19                                                                                  | Бостон  | 56               | 3                | 10,6             | 42,4             | 31,5             | 61,5             | 1,5              | 0,4              | 0,2              | 0,1              | 3,3              | 6              | 0              | 5,8            | 44,4           | 60,0           | 100            | 0,3            | 0,3            | 0,0            | 0,0            | 2,2            |
| 2019/20                                                                                  | Бостон  | 69               | 6                | 14,6             | 40,8             | 37,8             | 87,5             | 2,1              | 0,5              | 0,3              | 0,1              | 3,4              | 13             | 0              | 9,4            | 25,0           | 21,7           | 100            | 0,9            | 0,1            | 0,2            | 0,0            | 1,6            |
| 2020/21                                                                                  | Бостон  | 56               | 15               | 17,0             | 40,3             | 36,7             | 75,0             | 2,6              | 0,7              | 0,3              | 0,0              | 4,6              | 2              | 0              | 6,0            | 0,0            | 0,0            | 50,0           | 0,0            | 0,0            | 0,5            | 0,5            | 0,5            |
| 2021/22                                                                                  | Милуоки | 20               | 0                | 15,4             | 25,7             | 26,8             | 76,9             | 2,9              | 0,3              | 0,3              | 0,3              | 2,9              | Не участвовал  | Не участвовал  | Не участвовал  | Не участвовал  | Не участвовал  | Не участвовал  | Не участвовал  | Не участвовал  | Не участвовал  | Не участвовал  | Не участвовал  |
|                                                                                          | Всего   | 274              | 24               | 14,6             | 39,3             | 34,3             | 70,7             | 2,2              | 0,4              | 0,3              | 0,1              | 3,4              | 38             | 3              | 10,5           | 28,4           | 26,4           | 84,6           | 1,1            | 0,1            | 0,2            | 0,1            | 1,8            |
| Наведите курсор мыши на аббревиатуры в заголовке таблицы, чтобы прочесть их расшифровку. |         |                  |                  |                  |                  |                  |                  |                  |                  |                  |                  |                  |                |                |                |                |                |                |                |                |                |                |                |

### Статистика в колледже
| Сезон                                                                                   | Команда  | GP | GS | MPG  | FG%  | 3P%  | FT%  | RPG | APG | SPG | BPG | PPG  |  |
| --------------------------------------------------------------------------------------- | -------- | -- | -- | ---- | ---- | ---- | ---- | --- | --- | --- | --- | ---- |  |
| 2013/14                                                                                 | Дьюк     | 17 | 0  | 4,7  | 50,0 | 57,1 | 90,9 | 0,9 | 0,1 | 0,2 | 0,2 | 1,6  |  |
| 2014/15                                                                                 | Дьюк     | 6  | 0  | 10,5 | 27,8 | 25,0 | 57,1 | 2,3 | 0,2 | 0,5 | 0,0 | 3,0  |  |
| 2015/16                                                                                 | Не играл |    |    |      |      |      |      |     |     |     |     |      |  |
| 2016/17                                                                                 | СМУ      | 35 | 35 | 34,1 | 48,7 | 42,4 | 78,5 | 6,9 | 1,5 | 0,4 | 0,4 | 19,0 |  |
|                                                                                         | Всего    | 58 | 35 | 23,1 | 47,9 | 41,5 | 78,5 | 4,6 | 1,0 | 0,4 | 0,3 | 12,3 |  |
| Наведите курсор мыши на аббревиатуры в заголовке таблицы, чтобы прочесть их расшифровку |          |    |    |      |      |      |      |     |     |     |     |      |  |